# اختر خوش‌نما
اختر خوش‌نما (نام علمی: Canna speciosa) نام یک گونه از سرده اختریان است.